# 63e régiment d'infanterie (France)
Pour les articles homonymes, voir 63e régiment.
Le 63e régiment d'infanterie (63e RI) est un régiment d'infanterie de l'Armée de terre française créé sous la Révolution à partir du régiment d'Ernest, un régiment d'infanterie suisse au service du royaume de France.

## Création et différentes dénominations
- 1671 : création (de quatre régiments suisses dans l'armée française) sur la demande du roi Louis XIV du Régiment d'Erlach.
- 1672 : 17 février (date officielle de la création du premier régiment de suisse) qui deviendra par filiation qui en découle la date de fondation du 63e régiment d'infanterie.
- 1672 à 1782 : le régiment à successivement porté le nom des colonels :
  - 1694-1701 : régiment de Manuel
  - 1701-1728 : régiment de Villars-Chandieu
  - 1728-1739 : régiment de May
  - 1739-1751 : régiment de Bettens
  - 1751-1762 : régiment de Jenner
  - 1762-1782 : régiment d'Erlach
  - 1782 à 1791 : régiment d'Ernst
- 1791 : 63e régiment d'infanterie (régiment suisse dans l'armée française)
- 1792 : licencié, fin du régiment Suisse.
- 1796 : 63e demi-brigade d'infanterie de ligne, constitué des unités suivantes :
  - 14e Demi-Brigade de bataille (2e bataillon du 7e régiment d'infanterie, 1er et 2e bataillons du Gard)
  - 22e demi-brigade de bataille (2e bataillon du 11e régiment d'Infanterie, bataillon de Volontaires de Martigues et 2e bataillon de Volontaires de Marseille)
  - 51e demi-brigade de bataille (1er bataillon du 26e régiment d'infanterie, 3e et 5e bataillon de Volontaires des Hautes-Alpes)
  - 1er Bataillon de la 66e demi-brigade de bataille
- 1803 : 63e régiment d'infanterie de ligne
- 1823 : 63e régiment d'infanterie de ligne
- 1914 : À la mobilisation, donne naissance au 263e régiment d'infanterie

## Chefs de corps

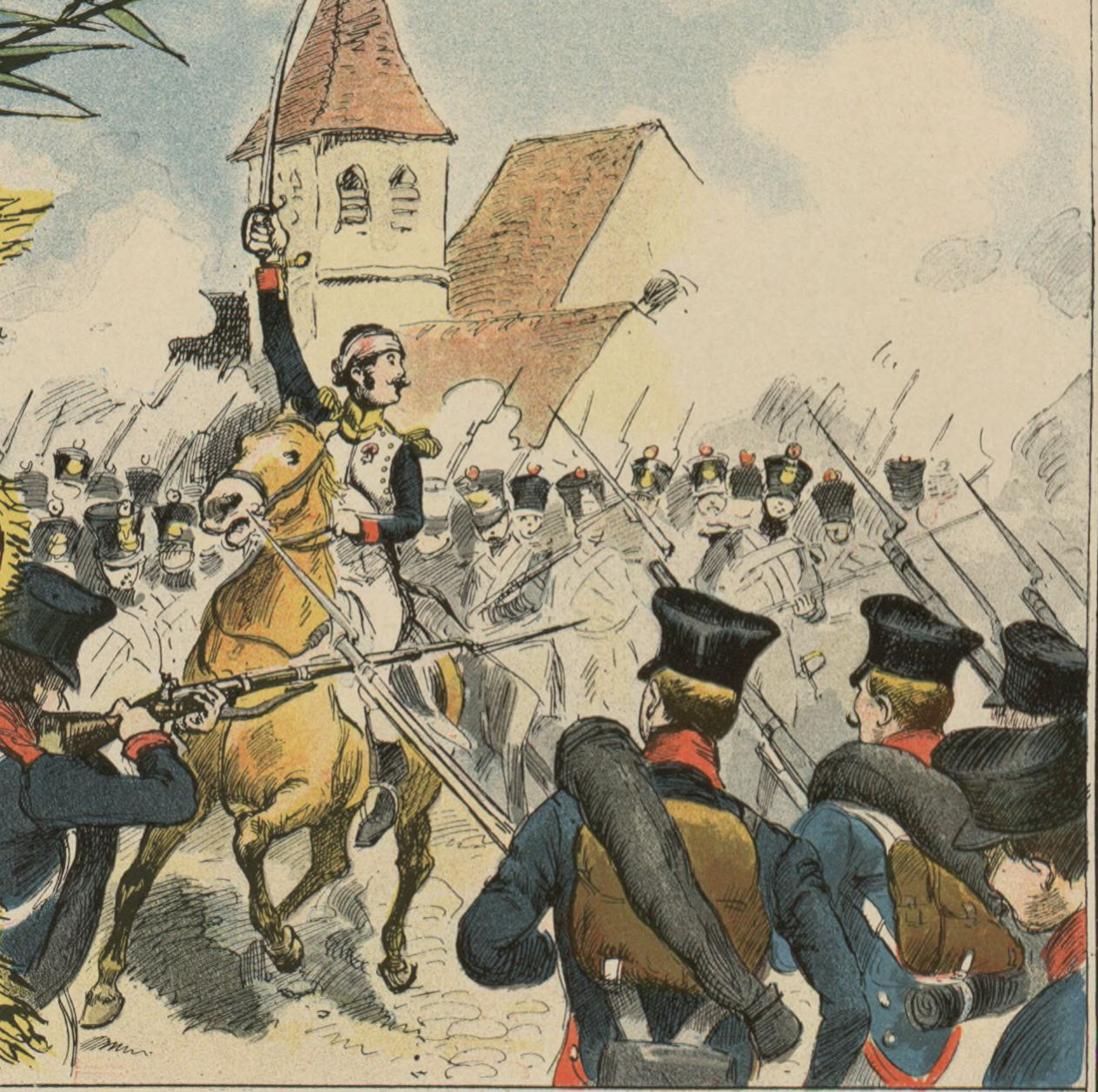
Illustration du colonel Laurède, blessé à la tête du d'infanterie à la bataille de Ligny (16 juin 1815).

- 1672 : Jean Jacques d’Erlach, baron d’Erlach, brigadier le 27 mars 1668, maréchal de camp le 25 février 1676, lieutenant général des armées du roi le 24 août 1688, † 29 août 1694
- 1694 : M. Manuel
- 1701 : Charles de Villars-Chandieu, brigadier le 3 janvier 1696, maréchal de camp le 26 octobre 1704, lieutenant général des armées du roi le 1er juillet 1722, † avril 1728
- 1728 : Beat Louis de May, brigadier le 1er août 1734, † 1er juin 1739
- 1739 : Georges Mannlich de Bettens, brigadier le 1er février 1719, maréchal de camp le 1er août 1734, lieutenant général des armées du roi le 15 août 1739, † 9 mai 1751
- 1751 : Samuel de Jenner, brigadier le 10 février 1759, maréchal de camp le 21 février 1762
- 1762 : Abraham d’Erlach de Riggisberg, baron d’Erlach, brigadier le 1er janvier 1748, maréchal de camp le 20 février 1761
- 1782 : M. d’Ernest, maréchal de camp
- 1796 : Hugues Charlot - Chef de Brigade (*)
- 1797 : Antoine-François Brenier-Montmorand - Chef de Brigade (**)
- 1799 : Villaret (?) - Chef-de-Brigade
- 1800 : Marc Antoine Come Damien Jean-Chrisostome Lacuée - Chef de Brigade
- 1803 : Marc Antoine Come Damien Jean Chrisostome Lacuée - Colonel
- 1807 : Régis-Barthélémy Mouton-Duvernet - Colonel (**)
- 1809 : Benoît Meunier - Colonel (**)
- 1813 : François Kail - Colonel
- 1814 : Jean Laurède - Colonel
- 1815 : Raymond Jean-Baptiste Teulet - colonel (*)
- 12/08/1861 - 12/08/1870: Colonel Zentz d'Alnois
- 1914 : Paulmier - Lieutenant-colonel[1]

(*) Officier qui devint par la suite général de brigade. (**) Officiers qui devinrent par la suite généraux de division.
Colonels tués ou blessés en commandant le régiment pendant cette période
- Chef-de-Brigade Brenier de Montmorand : blessé 4 avril 1799 et le 17 avril 1799
- Colonel Lacuée : tué le 8 février 1807
- Colonel Meunier de Saint-Clair : blessé 28 juillet 1813
- Colonel Kail : blessé 30 août 1813
- Colonel Laurede : mort des suites de ses blessures le 16 juin 1815

Officiers blessés ou tués en servant au 63e entre 1804 et 1815 :
- Officiers tués : 24
- Officiers morts de leurs blessures : 11
- Officiers blessés : 135

## Historique des garnisons, combats et bataille du63eRI de ligne

### Ancien Régime
Régiment d’infanterie de Bettens
- 1740-1748 : guerre de Succession d'Autriche
  - 1745 :
    - 11 mai Bataille de Fontenoy

### Révolution française et Premier Empire

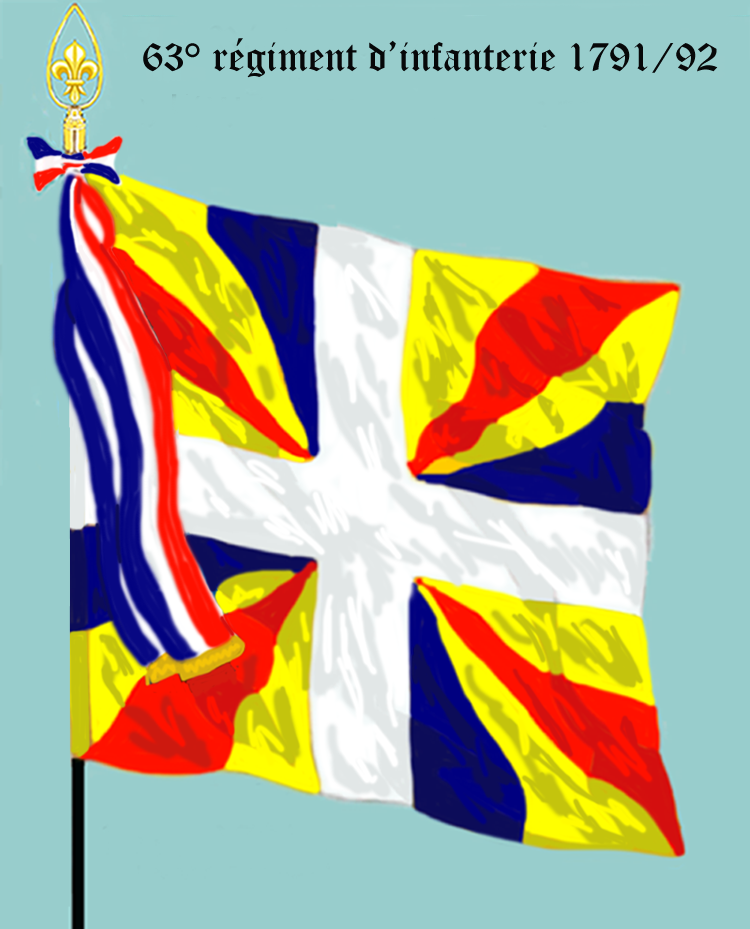
Drapeau du 63e régiment d'infanterie de ligne de 1791 à 1793
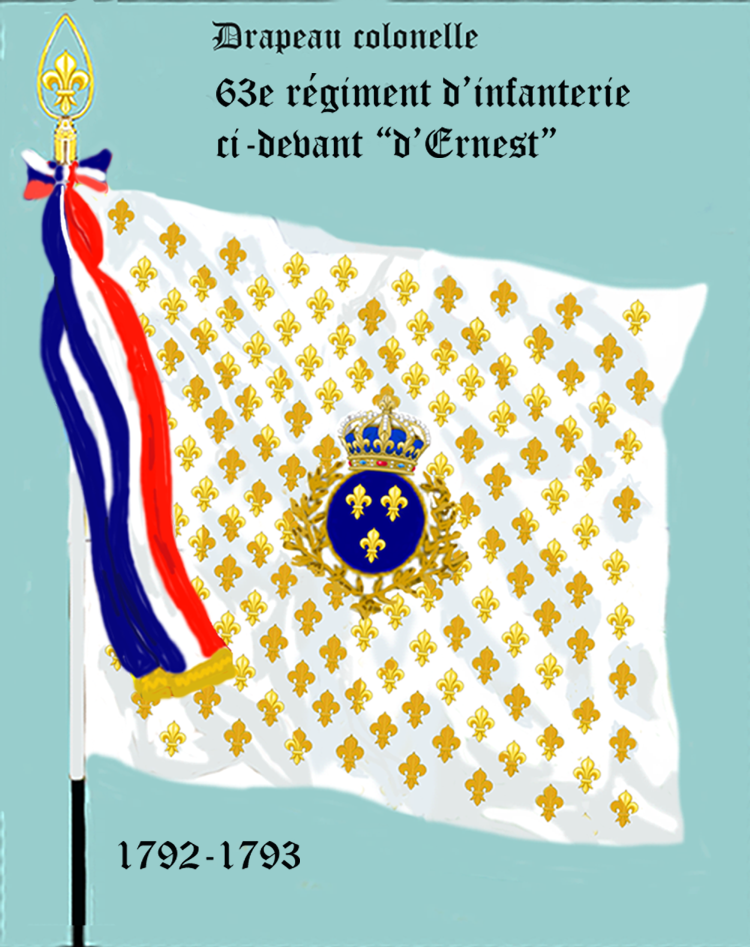
Drapeau colonelle du 63e régiment d'infanterie de ligne de 1791 à 1793

- 1789-1790 : Stationné en Corse depuis 1784, le régiment est transféré le 7 avril 1789 à Toulon. Le 19 août 1789 le régiment rentre dans Marseille pour y rétablir l'ordre. Par la suite il prendra garnison au fort Saint-Nicolas, à Aix-en-Provence, Toulon, Roquevaire, Apt[2]....
- 1791 : Le 1er novembre 1791, le régiment quitte Marseille pour prendre garnison à Aix-en-Provence[2].
- 1792 : Le 27 février 1792, à Aix, le régiment est assiégé dans sa caserne avant d'être désarmé par les fédérés de Marseille[2]. Après cette échauffourée, le régiment est dirigé vers la Suisse, sous la conduite du lieutenant général du Muy[3].

- 1800 :
  - Siège de Gênes

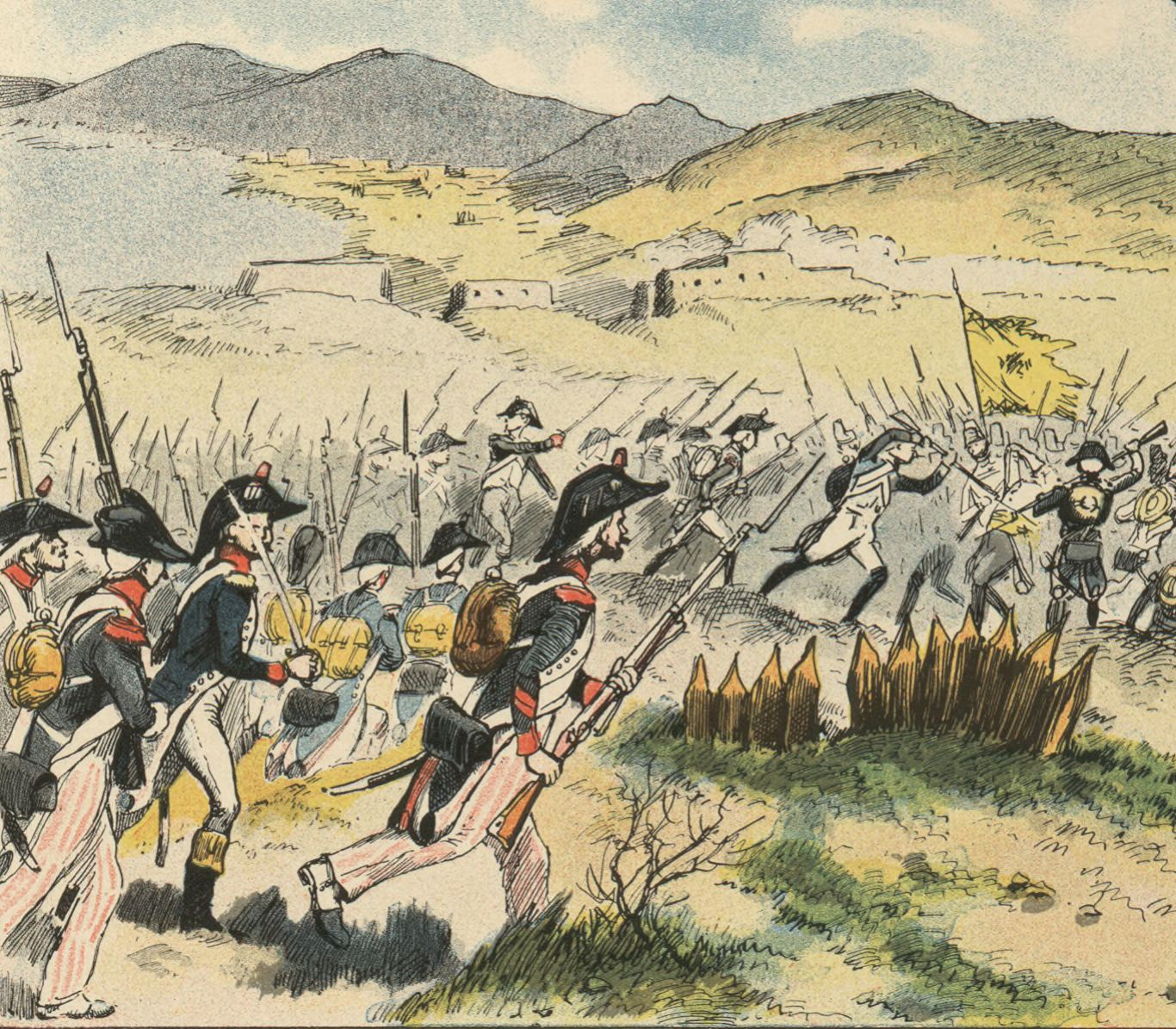
Illustration du 63e de ligne au siège de Gênes en 1800.

- 1806 : Campagne de Prusse et de Pologne
  - 14 octobre : Bataille d'Iéna
  - Golymin

- 1807 :
  - 8 février : Bataille d'Eylau
  - Bataille de Friedland
- 1808 :
  - Espinosa
- 1809 :
  - Essling
  - Wagram
  - Talavera-de-la-Reyna
- 1810 :
  - Santa-Maria-de-la-Nueva

- 1811 :
  - 5 mars : Chiclana
  - 3 au 5 mai : Fuentes de Oñoro
  - 16 mai : Albuera
- 1813 :
  - Vitoria,
  - Pampelune,
  - Bidassoa
  - Nivelle
- Campagne d'Allemagne (1813)
  - Stettin,
  - Kulm,
  - Hellendorf

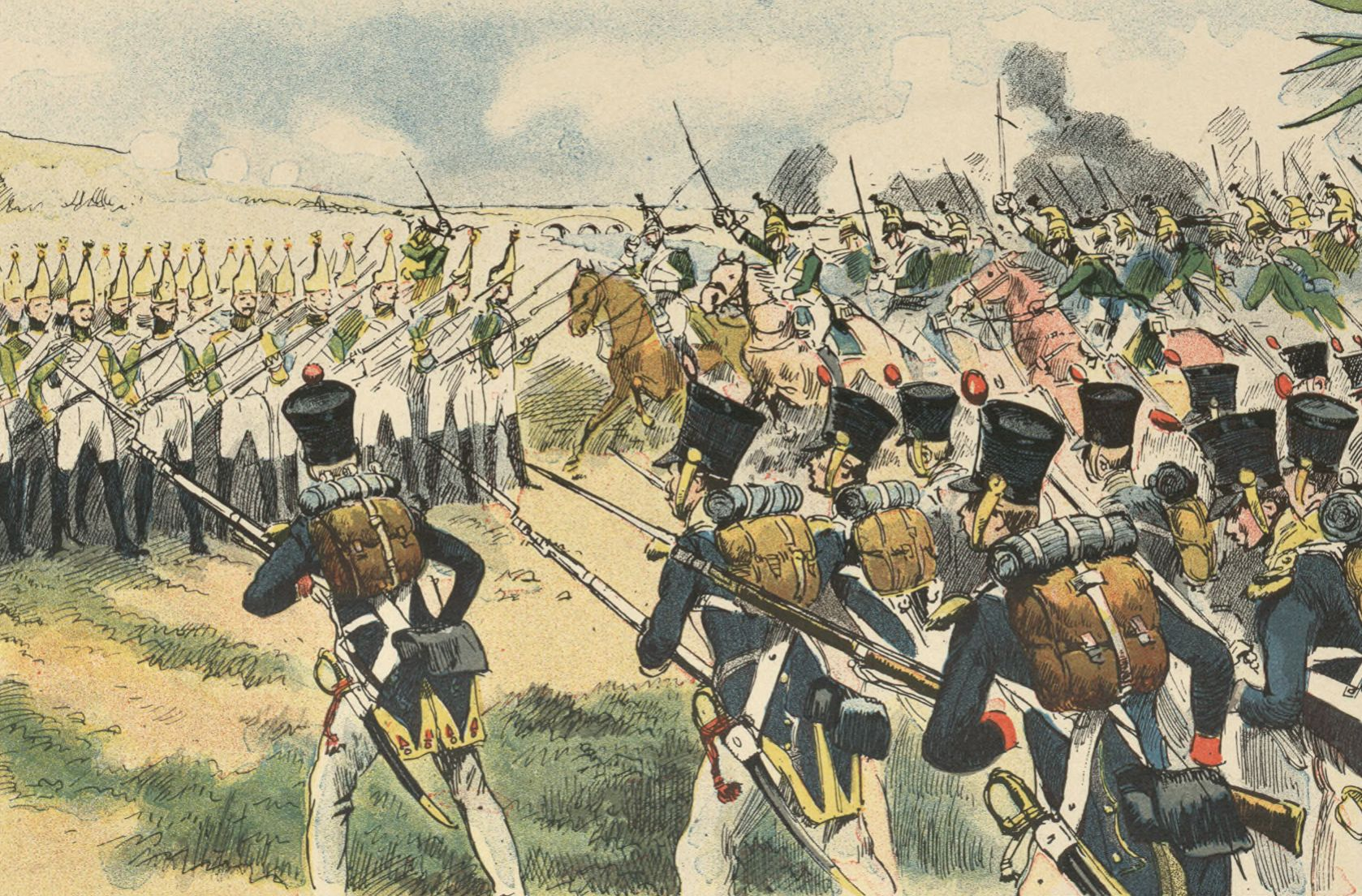
Le 63e régiment d'infanterie couvre la charge des dragons à Friedland (14 juin 1807).

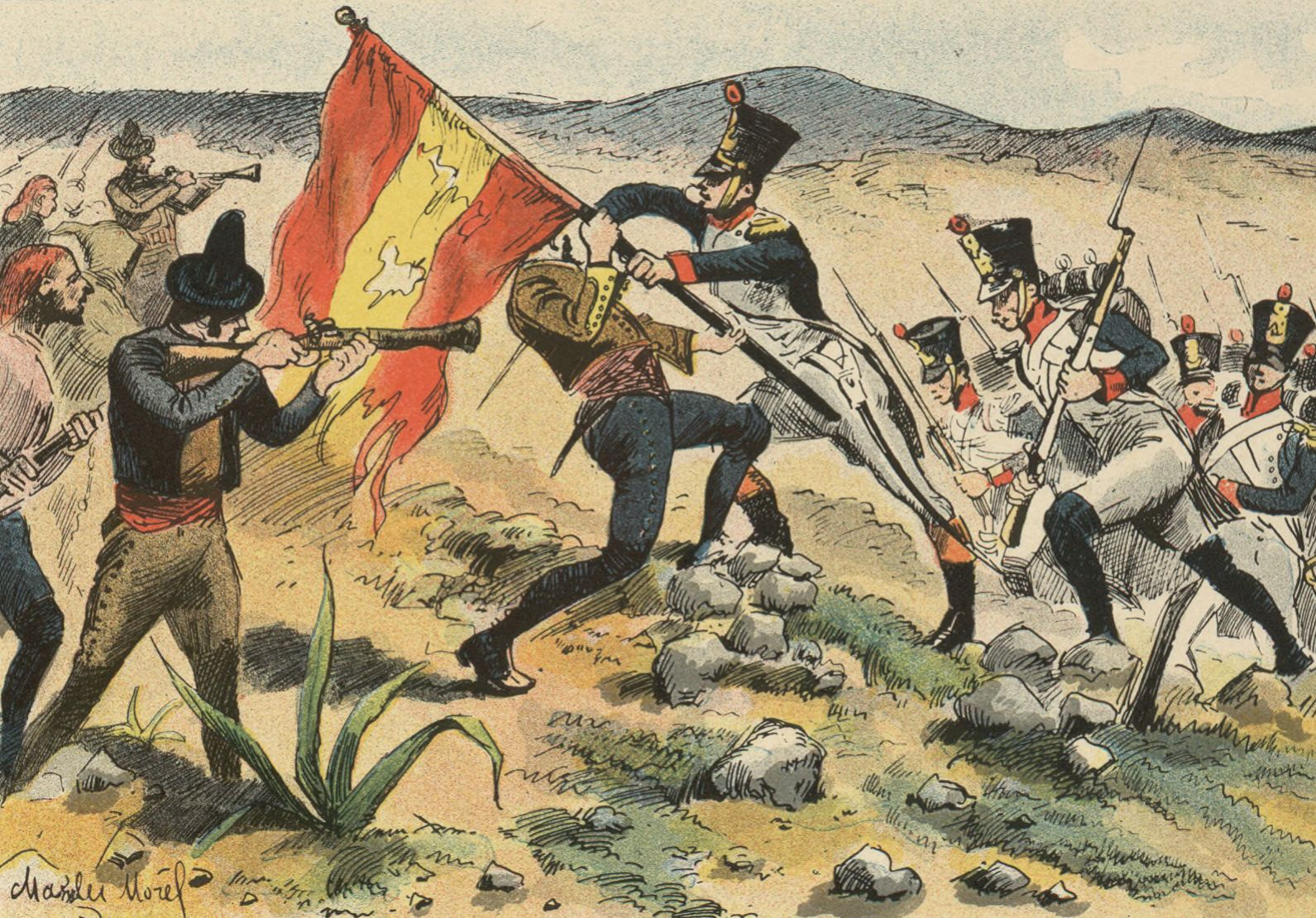
Illustration de la capture d'un drapeau espagnol par le 63e de ligne à la bataille de Chiclana (5 mars 1811).

  - 16-19 octobre : Bataille de Leipzig
- 1815 Campagne de Belgique (1815)
  - Bataille de Ligny

### De 1815 à 1852
- 1835-1839 : Algérie

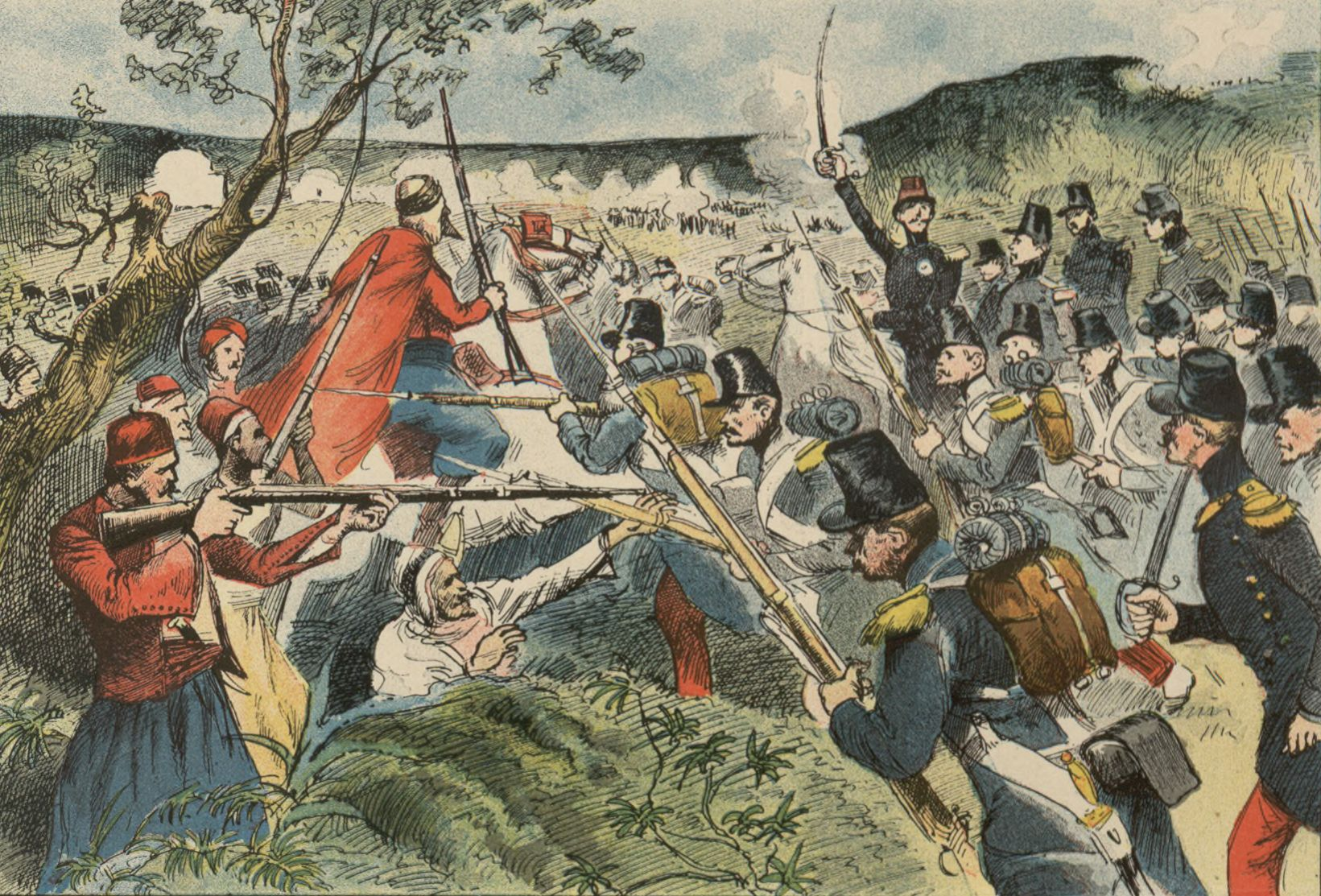
Le 63e RI au combat contre les troupes d'Abdelkader en 1835-1836.

- 1840 : garnison à Nîmes, le 10 décembre Paris.
- 1841 Angers.
- 1841 à 1861 : Angers, Verdun, Lille, Givet, Strasbourg, Lyon, Versailles, Paris, camp d'Ovaux, Paris, Cambrai, Nancy, camp de Châlons, Neuf-Brisach puis Lyon.

### Second Empire
Par décret du 2 mai 1859, le 63e régiment d'infanterie fournit 1 compagnie pour former le 102e régiment d'infanterie de ligne.
En garnison à Poitiers en 1861.
En 1862, il part en Algérie.

En 1863, il stationne à Philipeville (Skikda) et Collo (El-Qoll), puis à Constantine (Qacentina).

En mars 1864, le régiment participe à une colonne pour réprimer une révolte aux environs de Tébessa (Tbessa).

Le régiment est ensuite stationné à La Calle (Al Cala). 

Ensuite, le régiment rejoignit Sétif  (Stif) afin de réprimer une révolte en Kabylie. Il subit plusieurs combats autour d'une position nommée Takitount (11-28 avril 1865).
 
Après cela, le régiment rentre en France, embarquement à Bougie (le 23 juillet 1865) débarqué à Marseille (25 juillet 1865).
Garnison à Soissons.
1867 en garnison à Verdun.

#### 1870-1871

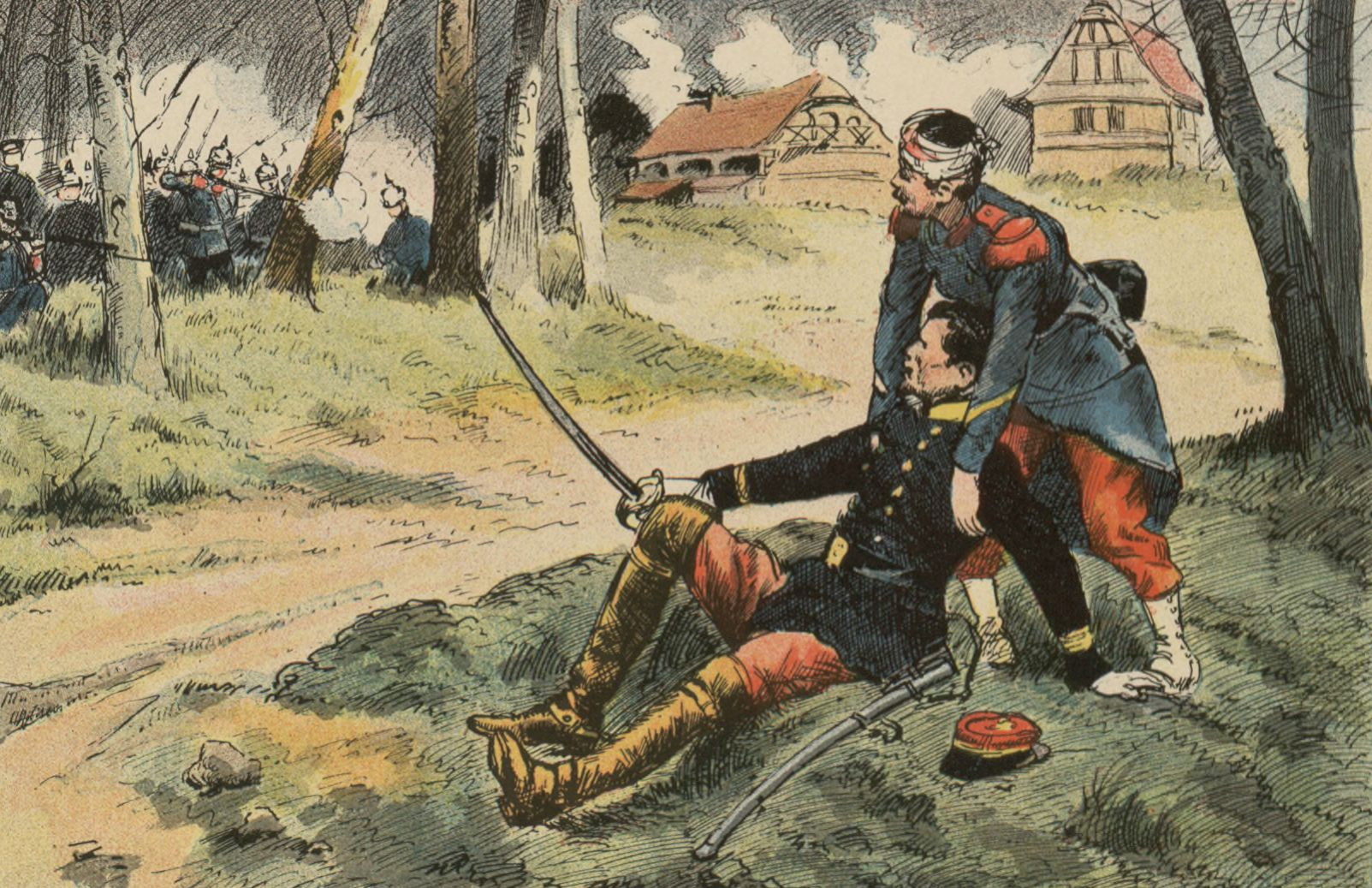
Le 63e régiment d'infanterie à la bataille de Spicheren (6 août 1870) : le sergent Morizur reçoit cinq balles en tentant de sauver son capitaine blessé.

Au 1er août 1870, le 63e régiment d'infanterie de ligne fait partie de l'Armée du Rhin.
Avec le 2e régiment d'infanterie du colonel de Saint-Hillier et le 10e bataillon de chasseurs du commandant Schenk, le 63e forme la 1re brigade aux ordres du général Doens.

Cette 1re brigade avec la 2e Brigade du général Micheler, deux batteries de 4 et une de mitrailleuses, une compagnie du génie constituent la 3e division d'infanterie commandée par le général de division Merle de La Brugière de Laveaucoupet.

Cette division d'infanterie évolue au sein du 2e corps d'armée ayant pour commandant en chef le général de division Frossard.
- combat de Spicheren.
- Le 6 août retraite Behren, Sarreguemines, Woutswiller, Puttelange-aux-Lacs, Erstroff, Rémilly, etc.
- Défense de Toul jusqu'à la reddition de la place (du 14 août au 23 septembre).
- Défense de Phalsbourg du 10 août au 12 décembre.

Le 27 mars 1871, des éléments du régiment rentrant de captivité sont amalgamés avec d'autres éléments de diverses unités pour former le 1er régiment d'infanterie provisoire

### De 1871 à 1914
- 1871-1874 : Algérie
- 1881-1883 : Algérie

1885 : Le régiment est en garnison à Limoges à la caserne des Bénédictins puis à la caserne Beaupuy (3 bataillons), siège du régiment et à la caserne Saint-Yrieix (1 bataillon)[réf. nécessaire].

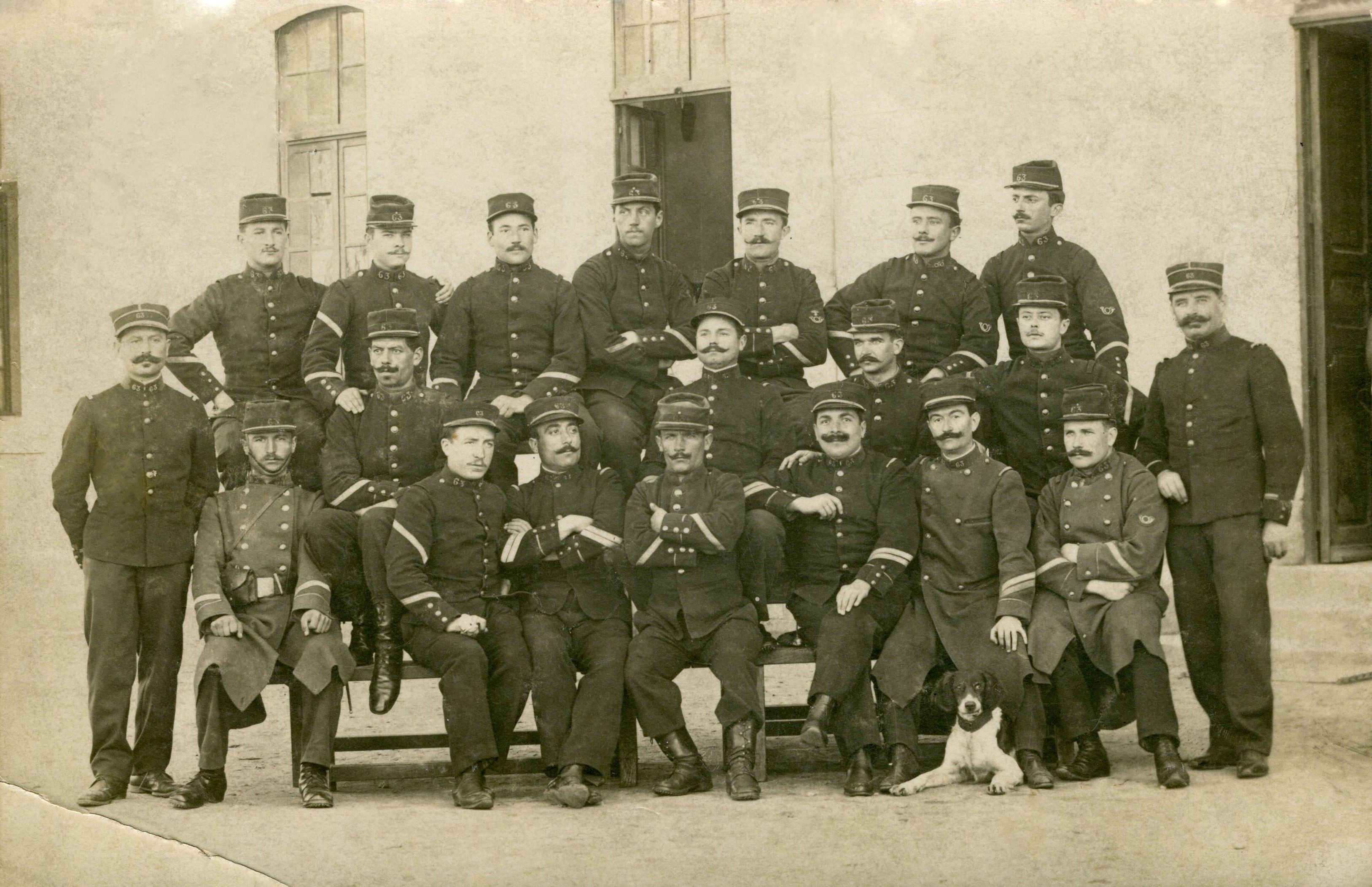
Sous-officiers du 1er bataillon au début du siècle.

Lors de la réorganisation des corps d'infanterie de 1887, le régiment fourni un bataillon pour former le 150e régiment d'infanterie.

### Première Guerre mondiale
Casernement : Limoges, Saint Yrieix ; 45e brigade d'infanterie, 23e D.I., 12e corps d'armée.
Affecté à :
- 23e Division d'Infanterie d'août 1914 à février 1917
- 134e Division d'Infanterie de février 1917 à novembre 1918.

#### 1914
- Varenne en Argonne, Orval Retraite : Carignan, Blagny…La Marne…, secteur de Reims.

#### 1915
- Remenauville, Régniébville, Fey-en-haye ; Farbus, Arleux-en-Gohelle, Villerval.
- Quatre soldats de la 5e Compagnie du régiment sont fusillés pour l'exemple à Flirey (Meurthe-et-Moselle) le 20 avril 1915[5],[6].

#### 1916
- Le Labyrinthe ; Verdun. Aisne : Vendresse, ravin de Troyon. Somme : Biaches, la Maisonnette.

#### 1917
- Champagne : Vesle, Prosne. Alsace : Eglingen. Secteur de Reims.

#### 1918
- Défense de Reims ; Berry-au-Bac Tahure puis Vouziers, ferme de la pardonne, falaise.

### Entre-deux-guerres
- Réhabilitation des fusillés de Flirey le 29 juin 1934 par la Cour spéciale de justice militaire[7].

### Seconde Guerre mondiale
1939 à 1940 : Formé le 8 août 1939 par le CMI no 94 (Centre Mobilisateur d'Infanterie) sous les ordres du lieutenant-colonel Jaubert, il appartient à la 24e division d'infanterie. Il est composé de trois bataillons puis 14e CDAC (Compagnie divisionnaire antichar).
1944 à 1945 : le 63e R.I. sera reformé le 1er octobre 1944 et ses unités reconstituées à Limoges, caserne Beaupuy et à St-Yrieix. Il est formé de 3 bataillons, le 9 novembre 1944, il sera affecté au secteur Nantes Saint-Nazaire. L'effectif sera de 1 848 hommes pour la plupart proviendront directement des rangs des maquisards. Le régiment partira pour le front de l'Atlantique le 20 décembre 1944, pour combattre les derniers éléments allemands incrustés dans la poche de Saint-Nazaire.

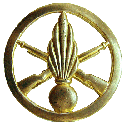
Insigne de béret de l'infanterie.

## Drapeau

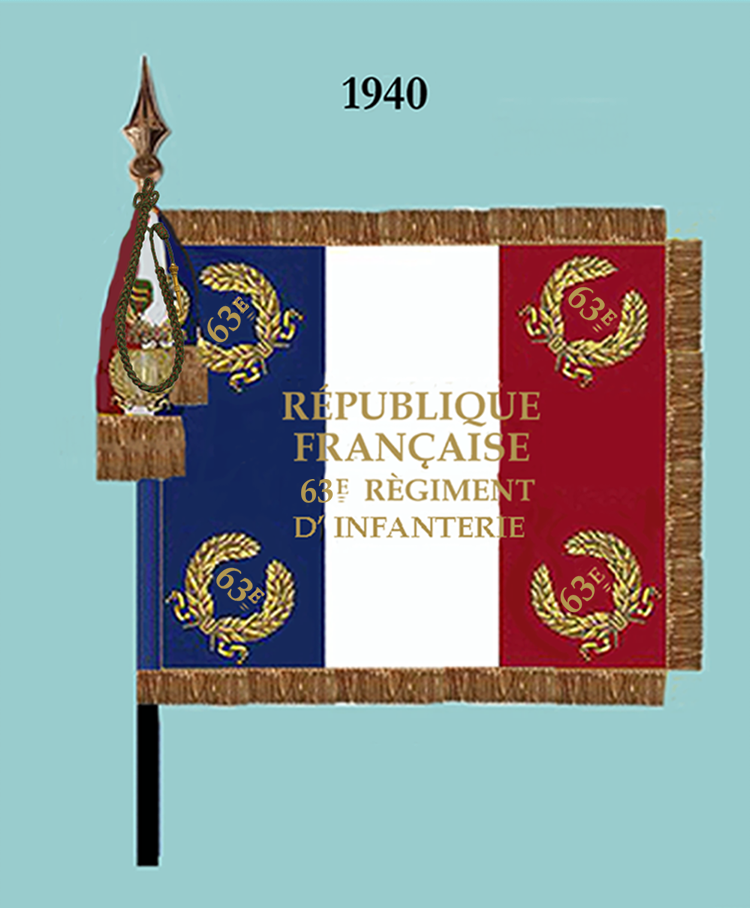
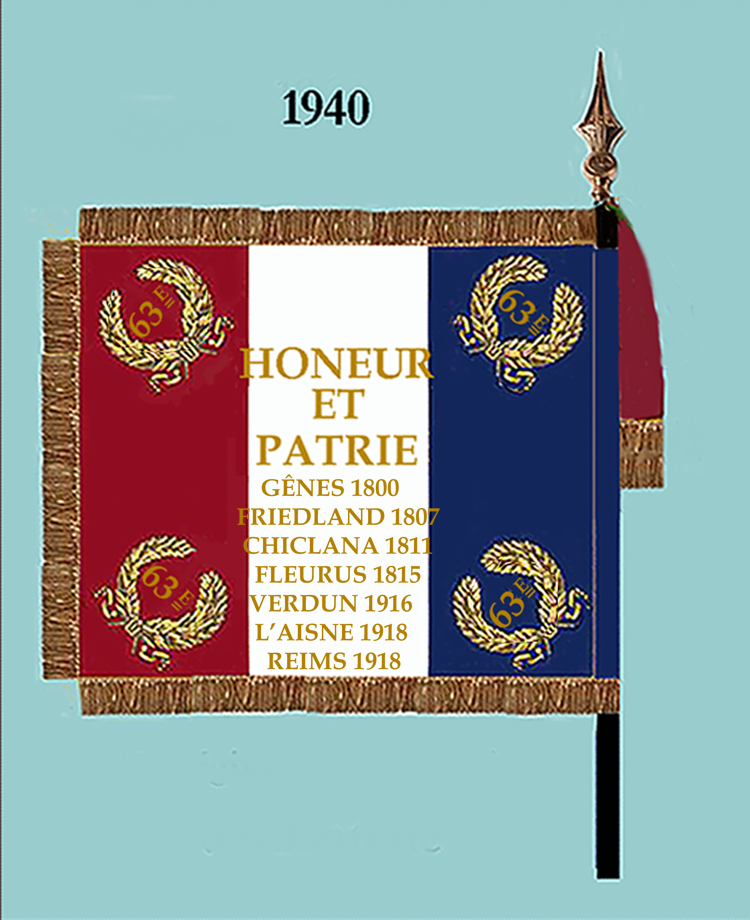

Il porte, cousues en lettres d'or dans ses plis, les inscriptions suivantes :
- Gênes 1800
- Friedland 1807
- Chiclana 1811
- Fleurus 1815
- Verdun 1916
- L'Aisne 1918
- Reims 1918
- Le drapeau a 90 centimètres de côté (normes en vigueur dans l'infanterie), l'étamine est en soie et est composée d'un fond tricolore aux couleurs nationales. Sur un côté du drapeau sont inscrits en lettres d'or, REPUBLIQUE FRANCAISE. Et 63e REGIMENT D'INFANTERIE.

## Décorations
Sa cravate est décorée de la croix de guerre 1914-1918 avec deux citations à l'ordre de l'armée.
Il a le droit au port de la fourragère aux couleurs du ruban de la croix de guerre 1914-1918 (le 22 février 1918).

## Personnalités ayant servi au63eRI
- Capitaine Paul Pau à la fin de la guerre franco-allemande de 1870
- Général Félix de Vial en tant que capitaine
- Jean-Marie Déguignet
- Marc Antoine Lacuée (63e demi-brigade de deuxième formation)

## Sources et bibliographie
- Déguignet (Jean-Marie), Histoire de ma vie, éd. An Here, 2000.
- 63e Régiment d'infanterie - Extrait succinct du journal des Marches et Opérations militaires du Régiment depuis 1840, Service historique de la défense, 4 M 60.
- À la gloire du 63e d'Infanterie, images de Charles Morel gravées par Rougeron-Vignerot, Armand Colin et Cie, éditeurs, 1892.
- Molard (J.), Historique du 63e régiment, 1672-1887, Berger-Levraud, Paris, 1887.

### Sources et bibliographie
Historique du 63e régiment d'infanterie, Éditeur Henri Charles-Lavauzelle, 1920